# Герб Борівців
Герб Борівців — офіційний символ села Борівці, Чернівецького району Чернівецької області, затверджений 16 липня 2003 р. рішенням сесії Борівецької сільської ради.
Автор — А. Гречило.

## Опис герба
щит перетятий хвилясто, у верхньому синьому полі йде золотий кінь, у нижньому срібному — три зелені листки латаття зі срібними квітками, два над одним.

## Значення символів
Кінь фігурував на давніх печатках громади за 1806 р., а також підкреслює належність села до Кіцманщини. Листки й квіти латаття уособлюють особливості навколишньої природи й розташований біля села заказник республіканського значення.